# Divna
Divna (serbisch, mazedonisch: Дивна) ist ein weiblicher Vorname.

## Herkunft und Bedeutung
Der Name stammt vom serbischen диван (diwan) oder mazedonischen дивен (diven), das wunderbar bedeutet.

## Bekannte Namensträgerinnen
- Divna Ljubojević (* 1970), serbische Sängerin
- Divna Veković (1886–1944), erste montenegrinische Ärztin sowie Autorin und Übersetzerin